# 雾中风景
《雾中风景》（希臘語：Τοπίο στην ομίχλη）是一部出品於1988年的希腊电影，由西奥·安哲罗普洛斯导演此片。

## 剧情
故事是從兩個孩子烏拉和亞歷山大開始的。姐弟倆從小並未見過自己的親生父親，對於自己父親的模樣感到十分好奇，由於母親待他們生活並不好，再加上他們耳聞自己素未謀面的父親就住在德國，於是姐姐烏拉便带着弟弟亚历山大一起逃家，並打算從雅典火車站坐火车去德国尋父。
由于在進站時並未買票，在車長逐一驗票後被赶下了车。在列車長的逼問之下，烏拉供稱此行是要去找他們的舅舅。在舅舅的工廠裡，舅舅跟警察說他們兩個其實是私生子，而他們的父親並不在德國，也不清楚他們的生父是誰，因為都是一夜情的結果，但孩子們肯定是不會接受這種說法。在一場暴風雪過後，他們設法從警局裡逃脫了。
路途中，他們遇上了好心的剧团演员奥瑞斯提斯，並坐上他所駕駛的公共汽車到城里去。
隨著後續三人的旅途不同，姐弟倆再度踏上公路，並尋求好心人能載他們一程。他們找到一位願意載他們前行的卡車司機。在餐廳裡，卡車司機與另一名男子起了口角，並奪走了他所看上的女人。卡車司機把姐弟倆載到公路旁的一處空地。趁著亞歷山大在車上熟睡之際，卡車司機抓著烏拉到後車廂給性侵了，而後烏拉便帶著亞歷山大逃離此地。姐弟倆再次登上火車，並設法躲過車上的臨檢，最後在鐵路旁與奥瑞斯提斯再次重逢。奧瑞斯提斯用摩托車載著他們到一處海灘，海灘旁有一輛販售著輕食的餐車。在音樂的催化之下，奧瑞提斯提牽起了烏拉的手，邀請女孩和他一起跳舞，但烏拉似乎有些抗拒，朝著海灘的另一處狂奔而去，並且跪在地上發呆了好一陣子。
或許是預感到奧瑞斯提斯即將離他們遠去，在車站裡頭的烏拉顯得悶悶不樂。而他似乎也意識到了這件事，答應烏拉會再多陪他們一陣子。奧瑞斯提斯載著姐弟倆來到一處港口附近。奧瑞提斯提坐在港口附近發呆，忽然，海面上浮出一個用大理石雕塑而成的大手，不久遠處便飛來一架直升機，把這個食指已經斷裂的大手給運走。
由於奧瑞斯提斯即將去軍中服役，他不得不把摩托车給卖掉。在酒吧裡，他與買家再次相遇，且片中暗示著他們已經發生了性關係，這讓烏拉很失落，因為她已經愛上了他。烏拉帶著她的弟弟亞歷山大傷心的離開了酒吧，而後奧瑞斯提斯追了出來，並在一條罕無人煙的公路上相遇。他把烏拉緊緊的抱在懷裡，並且目送著他們離開。
在火車站裡，烏拉向車站裡的士兵索討車票錢，並順利地與弟弟亞歷山大一起搭上了通往德國的列車。他們選在邊境的護照檢查之前跳下火車，並試圖以划船的方式渡河到德国去。 影片的最後，二人在濃霧散去後朝著前方的树走去。

## 劇中角色

在海灘上，奧瑞斯提斯想要邀請烏拉一起跳舞，但烏拉卻拒絕了。

- Michalis Zeke  飾演  Alexandros (亞歷山大)
- Tania Palaiologou  飾演  Voula (烏拉)
- Stratos Tzortzoglou（希臘語：Στράτος_Τζώρτζογλου）  飾演  Orestis (奧瑞斯提斯)
- Vassilis Kolovos 飾演 卡車司機
- Ilias Logothetis 飾演   站在鐵絲圍籬旁的「海鷗」
- Mihalis Giannatos  飾演  火車站裡的守衛
- Toula Stathopoulou  飾演  坐在警察局裡的女人
- Gerasimos Skiadaressis  飾演  士兵
- Dimitris Kaberidis（希臘語：Δημήτρης Καμπερίδης）  飾演  Alexandros 和 Voula 的舅舅
- Tassos Palatzidis  飾演  列車長

## 原声带
原声带含有浪漫音乐的痕迹，由双簧管强调，由埃萊妮·卡雷恩德魯创作。
卡雷恩德魯说，急躁的孩子们让她强烈地想起了早期的浪漫逃亡，这就是为什么她希望原声带包含门德尔松和弗朗克的痕迹。在选择合适的乐器时，她选择了双簧管，因为它是浪漫的，同时也是尖叫的。

## 奖项
- 欧洲电影奖最佳欧洲电影[1]
- 威尼斯电影节银熊奖[2]
- 柏林电影节InterFilm Award[3]